# Tricot urbain

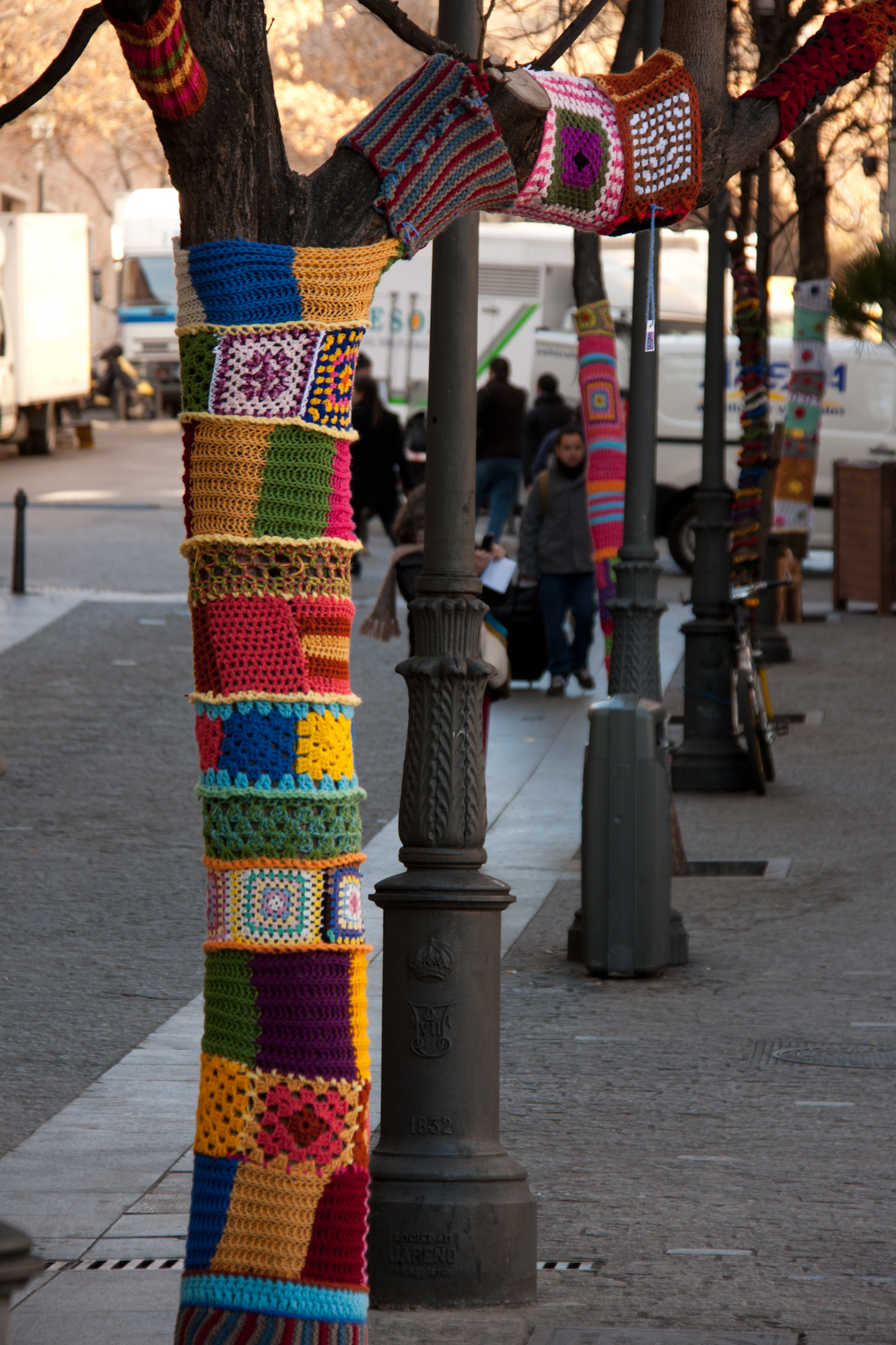
« Yarn bombing » dans la ville de Madrid (2012)

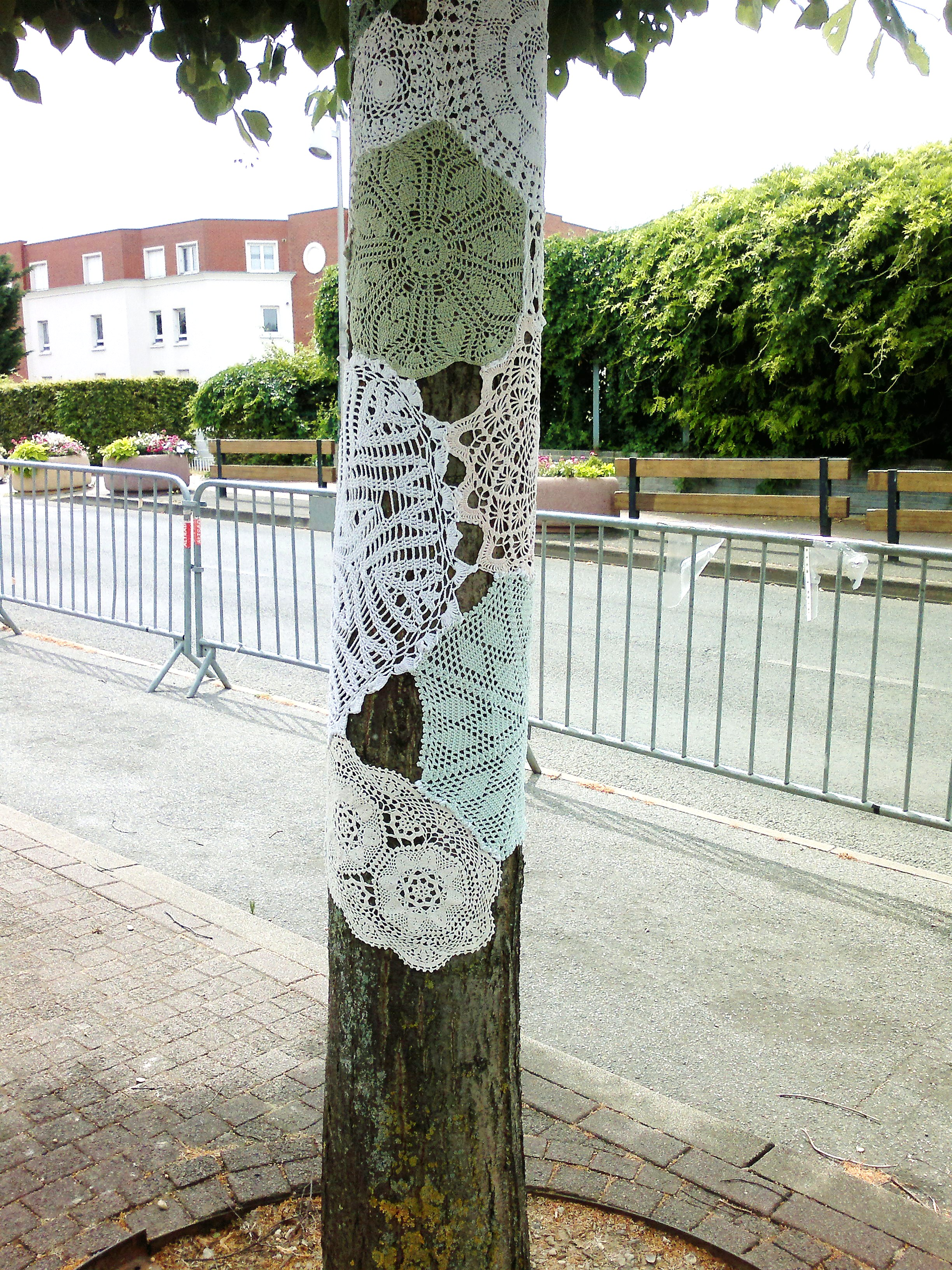
Arbre à dentelles 4 - Yarn bombing à Evry - France - 2015

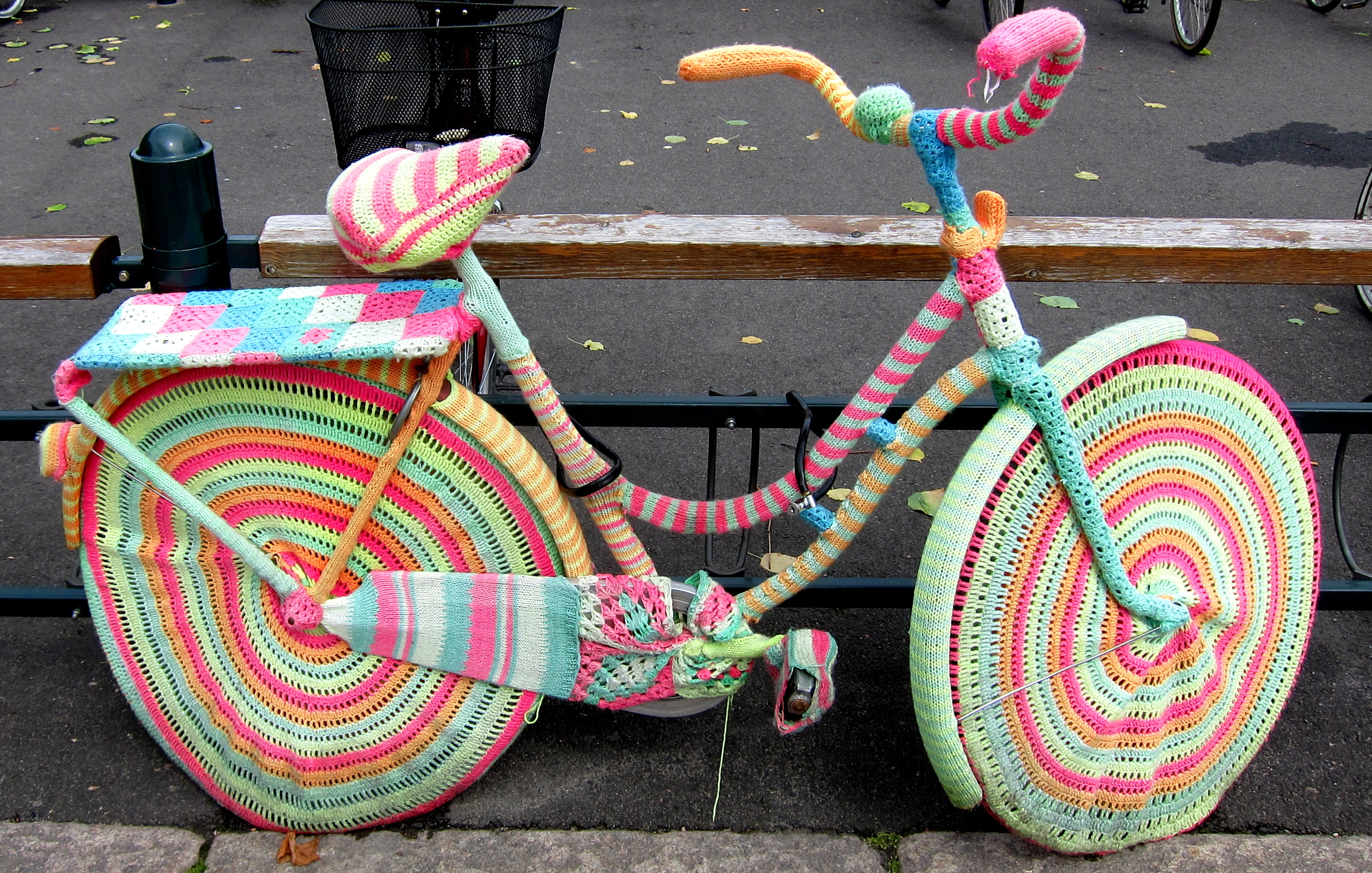
Bicyclette « Yarn bombing » à Lidköping, Suède (2013)

Le tricot-graffiti ou encore tricot urbain ou tricotag (appelé aussi yarn bombing, knit graffiti, knitted graffiti ou  yarnstorm en anglais) est une forme d'art urbain ou de graffiti qui utilise le tricot, le crochet, ou d'autres techniques (enroulements, tissages, tapisserie, accrochages....) utilisant du fil.

## Principe
Le yarn bombing investit la rue en utilisant et en recouvrant le mobilier urbain d'ouvrages à base de fil : bancs, escaliers, ponts, mais aussi des éléments de paysage naturel comme les troncs d'arbre, ainsi que les sculptures dans les places ou les jardins.
L'un des objectifs est d'habiller les lieux publics en les rendant moins impersonnels, en les humanisant et en suscitant la réaction des passants.
Dans certains pays, notamment les États-Unis, le yarn bombing reste une pratique illégale lorsqu'il ne s'agit pas d'une commande des pouvoirs publics.

## Histoire
Le mouvement est né en 2005 lorsque Magda Sayeg a eu l'idée de recouvrir la poignée de la porte de sa boutique de laine à Houston, aux États-Unis.
La pratique s'est ensuite largement diffusée, notamment en Europe de l'Est et en Angleterre. C'est en effet à Londres qu'a eu lieu la première aventure de tricot collectif, appelée « Knit the City » (« tricote la ville »).
En juin 2015, le terme yarn bombing a fait son entrée dans l'English Oxford Dictionary avec la définition suivante : « the action or practice of covering or decorating public objects or monuments with colourful knitted or crocheted items and motifs, as a form of street art. ; an instance of this. Also : street art consisting of objects civered or decorated this way. »
Quelques actions de yarn bombing en France :
- la ville d'Angers a proposé à ses habitants de contribuer, en tricotant, à une action de yarn bombing dans la ville dans le cadre du festival d'art urbain Artaq en mai 2012[4]. À cette occasion, Magda Sayeg a recouvert de tricot le pont Confluences[5].
- À Mulhouse, Patricia Vest, présidente de l'association de commerçants du « Cœur de Mulhouse » et Anne-Marie Ambiehl, artiste plasticienne, ont lancé une opération de 3 mois mars, avril et mai 2015 invitant toute personne pratiquant (ou non) le tricot, le crochet, la couture, etc. à venir contribuer individuellement ou collectivement à une œuvre artistique de grande ampleur consistant à habiller le Centre-ville de fil et de couleurs[6].
- À Évry, la maison de quartier des Aunettes a organisé, de mai à juillet 2015, une action collective de « tricot-graffiti » en collaboration avec Christine Chazot (« sicilienne »[7] sur le site Ravelry.com), intervenante, les enfants de l'École Conté, les volontaires du quartier, des participants de l'ADAPT [8]. Cette action, d'ampleur internationale grâce aux dons de fils et d'ouvrages crochetés et tricotés venant de donateurs étrangers (Suisse, Belgique, Angleterre, États-Unis, Canada, Japon…) contactés sur Ravelry, a permis d'habiller, sur 3 thèmes (« rayures », « dentelles », « hippie ») plusieurs dizaines d'objets urbains (poteaux, barrières, grilles, arbres[9].
- A Lyon, quartier Valmy un groupe d'habitant·es a commencé et continue de décorer le quartier avec leurs créations depuis fin 2023. Un projet né d'un autre projet celui du quartier Zéro Déchet Valmy. Une dizaine d'adepte du faire soi même et souhaitant apporter de la couleur au quartier se mobilise au moins 1 fois par mois pour proposer de nouveaux projets et partager un café tricot. Pour suivre leurs avancées surveiller leurs réseaux sociaux!

## Praticiens

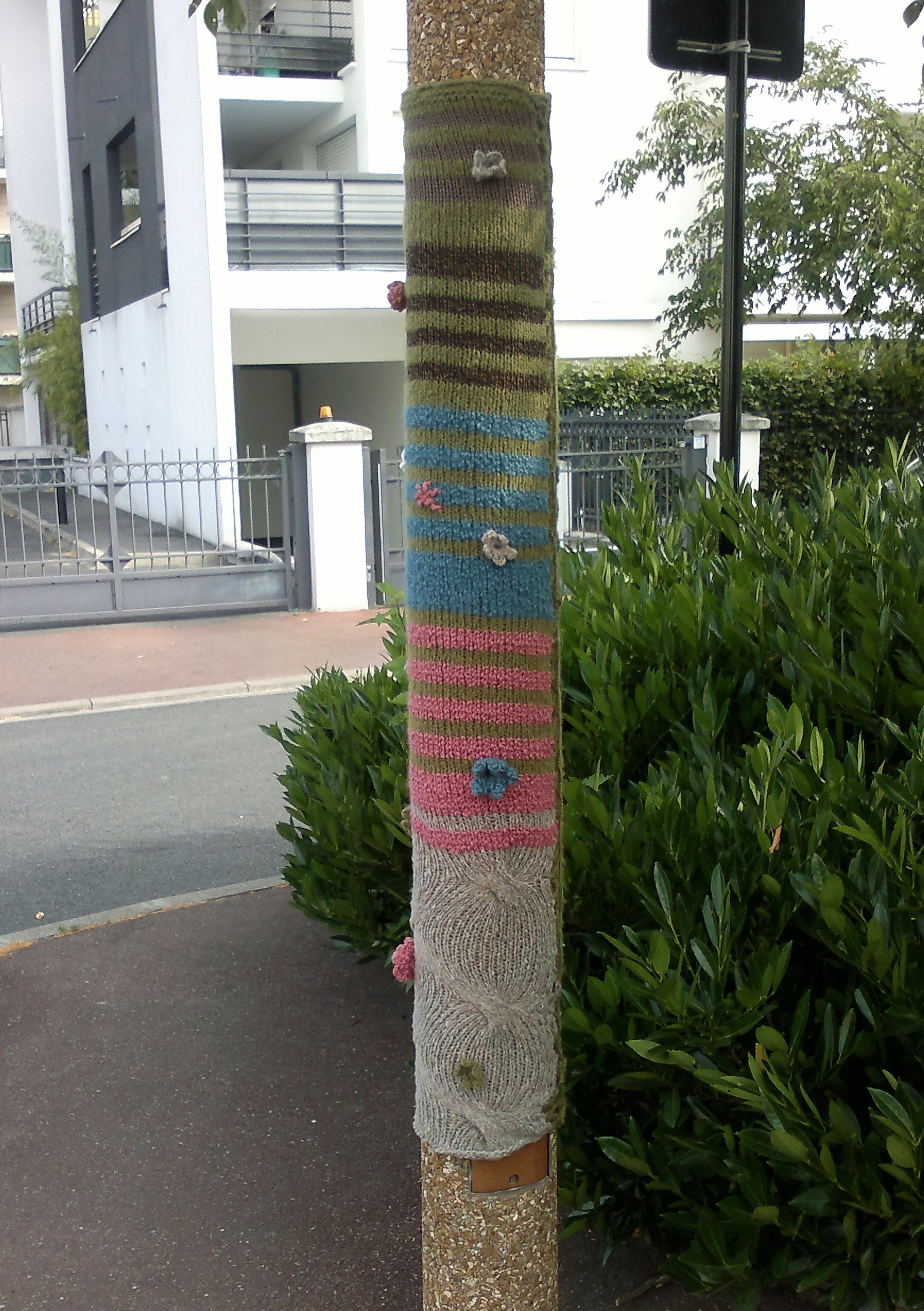
English tone pole cozy par Christine Chazot, à Evry (France) - Yarn bombing 2015

Il n'y a pas de grands artistes qui pratiquent le tricot urbain mais plus des associations de villes, comme ; 
- CFT (Collectif France Tricot)[10]
- La Fourmi-e (Collectif Tricotag, Rostrenen, Bretagne)[11]
- lady_knitty (Lille-France)[12]
- le Gang de la Wool (collectif du sud de la France)[13]
- Les Ville-Laines (collectif montréalais)[14]
- Magda Sayeg[15]
- Olek
- Sicilienne[7]
- Trick Co[16] (du collectif Domovoï, yarn bombers de Montpellier)